# SQL:2008
SQL:2008은 SQL 데이터베이스 질의어를 위한 ISO (1987)와 ANSI (1986) 표준의 제6차 개정안이다. 이것은 2008년 7월 29일에 공식적으로 채택되었다.

## 개요
SQL:2008 표준은 7가지 부분으로 나뉘어 있다. 프레임워크와 기초, 호출 수준 인터페이스, 지속적인 저장 모듈, 외부 데이터의 관리, 객체 언어 바인딩, 정보와 정의 시키마, 자바와 다양한 관련 세부사항을 이용한 루틴과 타입이다.
기초에 추가된 내용으로는 다음과 같은 것들이 있다.
- 향상된 MERGE와 DIAGNOSTIC 구문
- TRUNCATE TABLE 구문 지원
- 컴마로 구분된 CASE 표현식에서 WHEN 절
- INSTEAD OF 데이터베이스 트리거
- 분할된 JOIN 테이블
- 다양한 Xquery 정규표현식 / 패턴 매칭 특징 지원
- 파생된 컬럼명 향상

SQL이 있는 XML 정의방법을 위한 관계된 세부 사항이 XML과 연결되어 사용될 수 있다. 이것에는 SQL 데이터베이스 내에서 XML 데이터의 불러오기와 저장을 포함하고 있다. 데이터베이스로 저장하여 XML과 전통적인 XML 형식으로 SQL 데이터로 사용할 수 있다.

## 문서
SQL 표준은 마음대로 이용할 수 있는 것이 아니다. 전체 표준은 ISO에서 ISO/IEC 9075(1-4,9-11,13,14):2008과 같이 구매가 되어야 할 것이다. 표준은 다음과 같은 부분으로 구성되어 있다:
- ISO/IEC 9075-1:2008 Framework (SQL/Framework)
- ISO/IEC 9075-2:2008 Foundation (SQL/Foundation)
- ISO/IEC 9075-3:2008 Call-Level Interface (SQL/CLI)
- ISO/IEC 9075-4:2008 Persistent Stored Modules (SQL/PSM)
- ISO/IEC 9075-9:2008 Management of External Data (SQL/MED)
- ISO/IEC 9075-10:2008 Object Language Bindings (SQL/OLB)
- ISO/IEC 9075-11:2008 Information and Definition Schemas (SQL/Schemata)
- ISO/IEC 9075-13:2008 SQL Routines and Types Using the Java TM Programming Language (SQL/JRT)
- ISO/IEC 9075-14:2008 XML-Related Specifications (SQL/XML)